# Colobicones
Colobicones is een geslacht van kevers uit de familie somberkevers (Zopheridae).

## Soorten
Deze lijst is mogelijk niet compleet.
- C. lechi
- C. maculatus
- C. pubescens
- C. sakaii
- C. singularis
- C. tokarensis